# Резня в женской общаге
«Резня в женской общаге» — американский слэшер 1986 года, сценарий и режиссура — Кэрол Фрэнк. Фильм повествует о новичке женского общества, который испытывает дежа-вю в доме женского общества, когда убийца начинает убивать жителей в выходные в День поминовения. Фильм относится к той же сфере, что и трилогия «Кровавая вечеринка», и продавался как часть «Massacre Collection (Коллекция Резни)».
«Резня в женском обществе» получила в основном негативную реакцию, которую часто критиковали за то, что она «слишком похожа» на Хэллоуин 1978 года. Несмотря на это, фильм приобрел небольшой культ среди поклонников жанра слэшер.
За ним последовали два продолжения: «Резня в женской общаге 2» и «Тяжело умирать» (оба 1990 года).

## Сюжет
Когда Бет (Анджела О’Нил) была маленькой, её брат Бобби (Джон С. Рассел) убивает всю её семью и пытается убить её. После его поимки, его приговаривают к принудительному лечению в психиатрической лечебнице, и она вырастет в новой семье. Спустя годы Бет поступает в колледж, где вступает в женское общество. Из-за блока памяти она не помнит, что женский клуб был домом её детства, однако её память вскоре начинает возвращаться. Тем временем Бобби чувствует её присутствие в доме и сбегает из психиатрической лечебницы, чтобы завершить работу, которую он не смог выполнить. Он крадет охотничий нож в хозяйственном магазине, убив пожилого хозяина.
Когда Бет устраивается в женском обществе, многие девушки уезжают на выходные, оставляя в доме только её, Линду (Венди Мартель), Сару (Памела Росс) и Трейси (Николь Рио). Пока девочки наслаждаются тем, что дом принадлежит только им, к ним приходят Крейг (Джо Насси), Энди (Маркус Вэйджер) и Джон (Винни Билансио). Джон рассказывает историю убийства семьи Бет, пугая её. Она ложится спать, и ей снится кошмар о её брате, становясь всё более испуганной. Она помнит, как её брат спрятал нож в камине, и когда группа исследует, они находят нож. Поняв, что пришло время, Энди в спешке уходит, но тут же сталкивается с Бобби и тот убивает его ножом. Линда гипнотизирует Бет, которая вспоминает, как Бобби напал на неё. После этого Трейси и Крейг выходят на улицу в вигвам, который они установили раньше, а Линда и Сара ложатся спать. Бобби нападает на Трейси и Крейга, кромсая вигвам ножом. Когда они пытаются сбежать, Трейси убивают ножом. Крейг вбегает в дом и предупреждает Линду и Сару, которые пытаются позвонить в полицию, но обнаруживают, что линии были перерезаны. Они пытаются предупредить Бет и Джона, но те спят. Когда Бобби подходит к ним, Бет просыпается и бежит наверх к остальным, но Джон убит.
Выжившие забаррикадировались в комнате, прежде чем Крейг сбежал через окно вниз по лестнице безопасности. В то время как он держит его устойчиво для Линды, чтобы спуститься вниз, Бобби закалывает Крейга до смерти, прежде чем подняться по лестнице для Линды. Линде удается выбраться обратно через окно, а остальные убирают лестницу, заставляя Бобби упасть. Думая, что он мертв, девочки пытаются сбежать из дома, но, обнаружив, что он всё ещё жив, забаррикадируются обратно в комнату. Однако Бобби влезает в окно, и они убегают наружу. Они ещё раз сталкиваются с Бобби, который умудряется несколько раз ударить ножом Сару. Тем временем поисковая группа Бобби понимает, что он отправился в свой старый дом и послал туда полицию.
Бет и Линда бегут в подвал, где Бет наконец понимает, что с ней случилось, когда она была моложе. Когда Бобби снова нападает на них, девочки бегут наверх. Бобби загоняет Бет в угол, но Линда успевает ударить его лопатой. Думая, что он мертв, они начинают покидать дом, но Бобби ударяет Линду, прежде чем напасть на Бет, которая над ним властна, и ударяет его в шею, убивая его. Прибывает полиция. Бет везут в больницу, где ей по-прежнему снятся кошмары о брате.

## В ролях
| Актёр           | Роль                 |
| --------------- | -------------------- |
| Анджела О'Нил   | Лора « Бет » Хенкель |
| Венди Мартель   | Линда                |
| Памела Росс     | Сара                 |
| Николь Рио      | Трейси               |
| Джон С. Рассел  | Бобби Хенкель        |
| Маркус Вотер    | Энди                 |
| Винни Билансио  | Джон                 |
| Джо Насси       | Крейг                |
| Мэри Энн        | миссис Лоуренс       |
| Джиллиан Франк  | доктор Линдси        |
| Джозеф Мансье   | техник               |
| Аксель Робертс  | Ларри Бронковски     |
| Фитджоу Хьюстон | детектив Гилберт     |

## Релиз
Фильм получил ограниченный прокат в кинотеатрах в США — компанией «Concorde Pictures», в октябре 1986 года, фильм был также выпущен на VHS в следующем году «Warner Home Video».
Фильм дважды выпускался на DVD в США компанией «New Concorde Home Entertainment»; один раз в виде одиночного фильма в 2000 году и в виде выпуска двух полнометражных фильмов вместе с продолжением «Резня в женском обществе — 2» в 2003 году. Оба релиза в настоящее время распроданы. 4 ноября 2014 года фильм был выпущен на переизданном Blu-ray — тиражом 1200 экземпляров через «Scorpion Releasing».